# Carlo Sterpi
Venerabile don Carlo Sterpi (Gavazzana, 11 ottobre 1874 – Tortona, 22 novembre 1951) è stato un presbitero italiano, considerato co-fondatore della Piccola Opera della Divina Provvidenza, in quanto stretto e determinante collaboratore di San Luigi Orione, di cui è stato successore come Superiore generale dell'istituto.

## Biografia
Nacque a Gavazzana, paese della diocesi di Tortona da Giovanni Battista Sterpi e di Caterina Raviolo che erano una famiglia di piccoli proprietari terrieri, ricevette nel 1882 la cresima, poi frequentò le elementari e il collegio San Giorgio a Novi Ligure; in seguito frequentò il seminario a Stazzano e nel 1897 venne ordinato sacerdote. 
Nel 1895 don Luigi Orione lo volle come suo collaboratore e nel 1903 contribuì a fondare la Piccola opera della Divina Provvidenza a Tortona, nel 1921 visitò l'America Latina e diffuse gli ideali orionini, poi ritornò in Italia. 
Nel 1940, fu un anno cruciale per l'Italia e per la Piccola opera, infatti a marzo morì don Orione e don Sterpi venne scelto all'unanimità come Superiore generale e come successore di don Orione poco prima dell'entrata in guerra dell'Italia.
Durante la guerra aiutò i bisognosi ma il 19 maggio 1944 durante un lungo allarme aereo venne colpito da una paresi, decise quindi di ritirarsi nel 1946 ma continuò ad aiutare i bisognosi nonostante l'aggravarsi delle sue condizioni di salute. 
Morì a Tortona nel 1951 all'età di 77 anni da poco compiuti e venne sepolto nel Santuario della Madonna della Guardia e il 7 settembre 1989 venne proclamato Venerabile dalla Congregazione delle cause dei santi.
Gli è stata dedicata una via di Tortona e la sua casa natale di Gavazzana è diventata un museo.